# Conto contemporâneo realista
O conto é a forma narrativa, em prosa, de menor extensão (no sentido estrito de tamanho), ainda que contenha os mesmos componentes do romance. Entre suas principais características, estão a concisão, a precisão, a densidade, a unidade de efeito ou impressão total – da qual falava Poe (1809-1849) e Tchekhov (1860-1904): o conto precisa causar um efeito singular no leitor; muita excitação e emotividade.

## Fases do conto
Podemos imaginar – precariamente, diga-se – várias 'fases' do conto. Tais fases nada têm a ver com aquelas estudadas por Vladimir Propp no livro A morfologia do conto maravilhoso, no qual, para descrever o conto, Propp o "desmonta" e o "classifica" em unidades estruturais – constantes, variantes, sistemas, fontes, funções, assuntos etc. Além disso, ele fala de uma "primeira fase" (religiosa) e uma "segunda fase" (da história do conto). Aqui, quando falamos em fases, temos a intenção de apenas darmos um "passeio" pela linha evolutiva do gênero.

### Fase oral
Logicamente a primeira fase é a oral, a qual não é possível precisar o seu início: o conto se origina num tempo em que nem sequer existia a escrita; as histórias eram narradas oralmente ao redor das fogueiras das habitações dos povos primitivos – geralmente à noite. Por isso o suspense, o fantástico, que o caracterizou

### Fase escrita
A primeira fase escrita é provavelmente aquela em que os egípcios registraram O livro do mágico (cerca de 4 000 a.C.). Daí vamos passando pela Bíblia – veja-se como a história de Caim e Abel (2 000 a.C.) tem a precisa estrutura de um conto. O antigo e novo testamento trazem muitas outras histórias com a estrutura do conto, como os episódios de José e seus irmãos, de Sansão, de Ruth, de Suzana, de Judith, Salomé; as parábolas: o bom samaritano, o filho pródigo, a figueira estéril, a do semeador, entre outras.

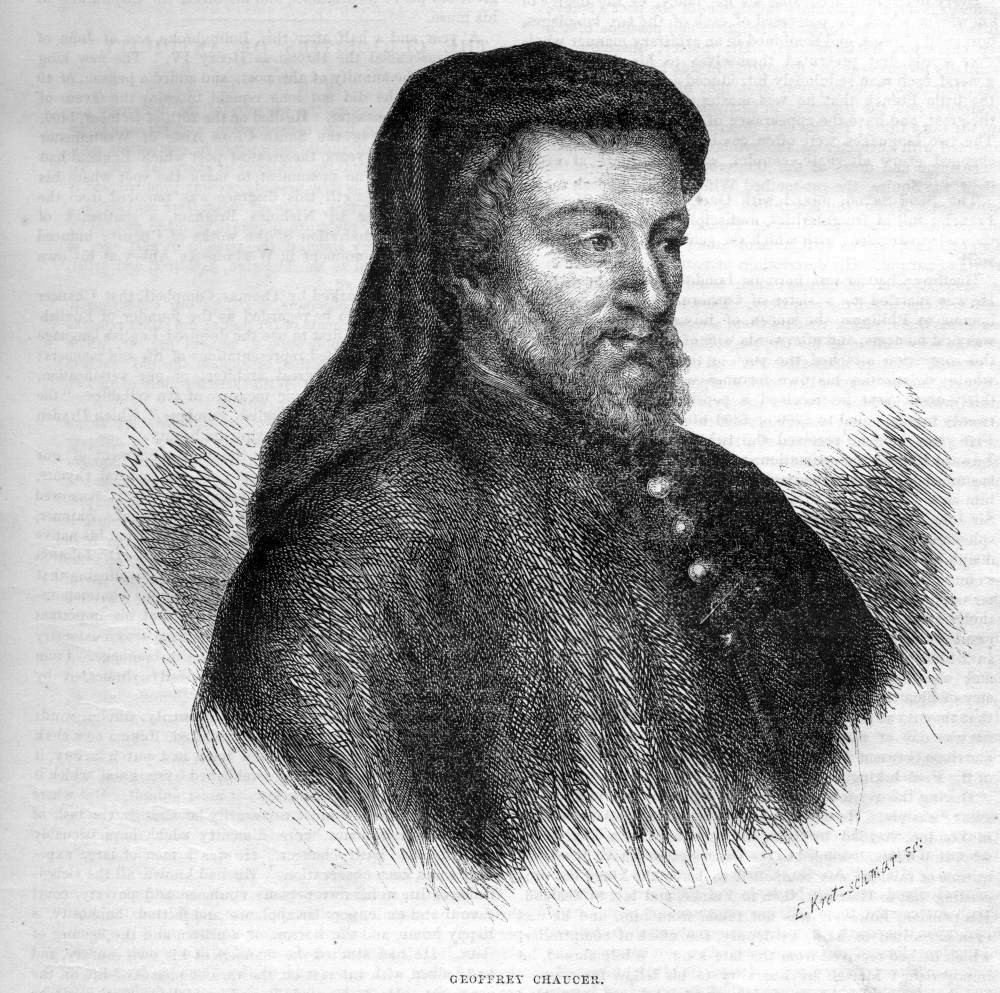
Geoffrey Chaucer

No século VI a.C. temos a Ilíada e a Odisseia, de Homero e na literatura Hindu há o Pantchatantra (século II a.C.?). De um modo geral, Luciano de Samósata (125-192) é considerado o primeiro grande nome da história do conto. Ele escreveu "O cínico", "O asno" etc. Da mesmo época é Lucio Apuleyo (125-180), que escreveu "O asno de ouro". Outro nome importante é o de Caio Petrônio (século I), autor de Satiricon, livro que continua sendo reeditado até hoje. As "mil e uma noites" aparecem na Pérsia no século X da era cristã.
A segunda fase escrita começa por volta do século XIV, quando registram-se as primeiras preocupações estéticas. Giovanni Boccaccio (1313-1375) aparece com seu Decamerão, que se tornou um clássico e lançou as bases do conto tal como o conhecemos hoje, além de ter influenciado gente como Shakespeare, Molière, Hans Sachs, Lope de Vega, Geoffrey Chaucer, Charles Perrault, La Fontaine, entre outros. Miguel de Cervantes (1547-1616) escreve as Novelas exemplares. Francisco Gómez de Quevedo y Villegas (1580-1645) traz "Os sonhos", satirizando a sociedade da época. Os "Contos de Canterbury", de Chaucer (1340?-1400) são publicados por volta de 1700. Perrault (1628-1703) publica "O barba azul", "O gato de botas", "Citnderela", "O soldadinho de chumbo" etc. Jean de La Fontaine (1621-1695) é o contador de fábulas por excelência: "A cigarra e a formiga", "A tartaruga e a lebre", "A raposa e as uvas" etc.
No século XVIII o mestre foi Voltaire (1694-1778). Ele escreveu obras importantes como Zadig e Cândido.
Chegando ao século XIX o conto "decola" através da imprensa escrita, toma força e se moderniza. Washington Irving (1783-1859) é o primeiro contista norte-americano de importância. Os irmãos Grimm (Jacob, 1785-1863 e Wilhelm, 1786-1859) publicam "Branca de Neve", "Rapunzel", "O Gato de Botas", "A Bela Adormecida", "O Pequeno Polegar", "Chapeuzinho Vermelho" etc. Os Grimm recontam contos que já haviam sido contados por Perrault, por exemplo. Eles foram tão importantes para o gênero que André Jolles diz que "o conto só adotou verdadeiramente o sentido de forma literária determinada, no momento em que os irmãos Grimm deram a uma coletânea de narrativas o título de Contos para crianças e famílias", ("O conto" in Formas simples).
O século XIX foi pródigo em mestres: Nathaniel Hawthorne (1804-1864), Poe, Maupassant (1850-1893), Flaubert (1821-1880), Leo Tolstoy (1828-1910), Mary Shelley (1797–1851), Tchekhov, Machado de Assis (1839-1908), Conan Doyle (1859-1930), Balzac, Stendhal, Eça de Queirós, Aluízio Azevedo.
Não podemos esquecer de nomes como: Hoffman (um dos pais do conto fantástico, que viria influenciar Poe, Machado de Assis, Álvaro de Azevedo e outros), Sade, Adalbert von Chamisso, Nerval, Gogol, Dickens, Turguenev, Stevenson, Kipling, entre outros e outros e outros.

## Resumindo
O conto é uma narrativa curta. O tempo em que se passa é reduzido e contém poucas personagens que existem em função de um núcleo. É o relato de uma situação que pode acontecer na vida das personagens, porém não é comum que ocorra com todo mundo. Pode ter um caráter real ou fantástico da mesma forma que o tempo pode ser cronológico ou psicológico.